# Эглинг-ан-дер-Пар
Эглинг-ан-дер-Пар (нем. Egling an der Paar) — община в Германии, в земле Бавария. 
Подчиняется административному округу Верхняя Бавария. Входит в состав района Ландсберг-на-Лехе.  Население составляет 2253 человека (на 31 декабря 2010 года). Занимает площадь 20,77 км².
Коммуна подразделяется на 2 сельских округа.

## Население
По оценке на 31 декабря 2015 года население общины Эглинг-ан-дер-Пар составляет 2247 чел. 

| Дата      | 1840 | 1871 | 1900 | 1925 | 1939 | 1950 | 1961 | 1970 | 1987 | 2011 |
| --------- | ---- | ---- | ---- | ---- | ---- | ---- | ---- | ---- | ---- | ---- |
| Население | 910  | 916  | 1004 | 1023 | 996  | 1563 | 1361 | 1413 | 1543 | 2171 |

| Год       | 1960 | 1970 | 1980 | 1990 | 2000 | 2009 | 2010 | 2011 | 2012 | 2013 | 2014 | 2015 |
| --------- | ---- | ---- | ---- | ---- | ---- | ---- | ---- | ---- | ---- | ---- | ---- | ---- |
| Население | 1369 | 1426 | 1504 | 1791 | 2073 | 2237 | 2253 | 2199 | 2213 | 2216 | 2244 | 2247 |